# Плодосовхоз (Пестравский район)
Плодосовхо́з — село в Пестравском районе Самарской области. Входит в состав сельского поселения Марьевка.

## География
Село находится на расстоянии примерно 34 км (по прямой) к северо-западу от села Пестравка, административного центра района.

### Часовой пояс
Село Плодосовхоз, как и вся Самарская область, находится в часовой зоне МСК+1. Смещение применяемого времени относительно UTC составляет +4:00.

## Население
| 2010 |
| ---- |
| 0    |

### Национальный состав
Согласно результатам переписи 2002 года, в селе проживал один житель русской национальности.